# Riegersberg
Riegersberg var en kommun i distriktet Hartberg-Fürstenfeld i förbundslandet Steiermark i Österrike. Den bestod av två orter (Ortschaften) (inom parentes invånarantal 1 januari 2024):
- Reinberg (221)
- Riegersbach (740)

Kommunen bildades 1967 och namnet är ett teleskopord bildat utifrån kommunens två orter. Den 1 januari 2015 upphörde kommunen och blev en del av Vorau.